# Апертура 2013 (Гондурас)
Апертура 2013 (исп. Torneo Apertura 2013) — очередной розыгрыш чемпионата Гондураса по футболу. Победителем турнира в 11-й раз в своей истории стал «Реал Эспанья».

## Участники
| Команда        | Город               |
| -------------- | ------------------- |
| Реал Сосьедад  | Токоа               |
| Реал Эспанья   | Сан-Педро-Сула      |
| Олимпия        | Тегусигальпа        |
| Депортес Савио | Санта-Роса-де-Копан |
| Платенсе       | Пуэрто-Кортес       |
| Паррильяс Уан  | Сигуатепеке         |
| Виктория       | Ла-Сейба            |
| Вида           | Ла-Сейба            |
| Мотагуа        | Тегусигальпа        |
| Марафон        | Сан-Педро-Сула      |

## Турнирная таблица
| М  | Команда        | И  | В | Н | П | Мячи    | ±   | О  | Примечания     |
| -- | -------------- | -- | - | - | - | ------- | --- | -- | -------------- |
| 1  | Реал Сосьедад  | 18 | 8 | 6 | 4 | 29 − 21 | +8  | 30 | Финальная фаза |
| 2  | Реал Эспанья   | 18 | 8 | 5 | 5 | 33 − 26 | +7  | 29 | Финальная фаза |
| 3  | Олимпия        | 18 | 8 | 4 | 6 | 31 − 24 | +7  | 28 | Финальная фаза |
| 4  | Депортес Савио | 18 | 6 | 7 | 5 | 25 − 30 | −5  | 25 | Финальная фаза |
| 4  | Платенсе       | 18 | 6 | 6 | 6 | 24 − 23 | +1  | 24 | Финальная фаза |
| 6  | Паррильяс Уан  | 18 | 7 | 3 | 8 | 26 − 27 | −1  | 24 | Финальная фаза |
| 7  | Виктория       | 18 | 7 | 3 | 8 | 25 − 26 | −1  | 24 |                |
| 8  | Вида           | 18 | 6 | 5 | 7 | 28 − 32 | −4  | 23 |                |
| 9  | Мотагуа        | 18 | 5 | 6 | 7 | 25 − 27 | −2  | 21 |                |
| 10 | Марафон        | 18 | 4 | 5 | 9 | 20 − 30 | −10 | 17 |                |

И — игры, В — выигрыши, Н — ничьи, П — проигрыши, Мячи — забитые и пропущенные голы, ± — разница голов, О — очки

## Результаты матчей
|                       | 1   | 2   | 3   | 4   | 5   | 6   | 7   | 8   | 9   | 10  |
| --------------------- | --- | --- | --- | --- | --- | --- | --- | --- | --- | --- |
| 1. Реал Сосьедад      |     | 3:0 | 2:0 | 1:1 | 2:0 | 0:1 | 2:0 | 2:0 | 1:1 | 2:1 |
| 2. Реал Эспанья       | 3:1 |     | 3:1 | 2:3 | 1:1 | 4:1 | 3:1 | 2:2 | 2:0 | 1:1 |
| 3. Олимпия            | 1:1 | 0:2 |     | 5:0 | 1:1 | 4:3 | 2:1 | 3:0 | 2:1 | 3:0 |
| 4. Депортес Савио     | 0:0 | 2:2 | 2:2 |     | 4:2 | 2:1 | 3:4 | 1:1 | 1:0 | 2:2 |
| 5. Платенсе           | 4:0 | 2:3 | 3:1 | 1:0 |     | 3:1 | 0:1 | 3:2 | 1:0 | 0:0 |
| 6. Паррильяс Уан      | 2:1 | 3:2 | 0:1 | 1:1 | 3:0 |     | 1:0 | 1:2 | 1:2 | 3:1 |
| 7. Депортиво Виктория | 0:2 | 0:1 | 1:1 | 3:0 | 1:0 | 1:1 |     | 3:2 | 3:2 | 1:2 |
| 8. Вида               | 2:2 | 1:1 | 2:1 | 2:0 | 1:1 | 1:2 | 3:2 |     | 2:1 | 2:3 |
| 9. Мотагуа            | 3:3 | 2:1 | 2:1 | 0:1 | 2:2 | 0:0 | 1:1 | 4:2 |     | 3:2 |
| 10. Марафон           | 2:4 | 2:0 | 0:2 | 1:2 | 0:0 | 2:1 | 0:2 | 0:1 | 1:1 |     |

## Финальная фаза

### Первый раунд

#### Первые матчи
| Паррильяс Уан   | 1:0   | Олимпия |
| --------------- | ----- | ------- |
| Кастельянос 82′ | отчёт |         |

| Платенсе            | 1:5   | Депортес Савио                                                               |
| ------------------- | ----- | ---------------------------------------------------------------------------- |
| Тиноко 45+5′ (авт.) | отчёт | Пинто 13′ · Гальдамес 54′ · Эступиньян 58′ (авт.) · Сунига 84′ · Рамирес 87′ |

#### Ответные матчи
| Депортес Савио | 1:2   | Платенсе                     |
| -------------- | ----- | ---------------------------- |
| Лассо 78′      | отчёт | Герреро 63′ · Эступиньян 88′ |

| Олимпия                  | 2:0   | Паррильяс Уан |
| ------------------------ | ----- | ------------- |
| Асеведо 18′ · Брусчи 46′ | отчёт |               |

### 1/2 финала

#### Первые матчи
| Депортес Савио            | 2:0   | Реал Сосьедад |
| ------------------------- | ----- | ------------- |
| Пинто 37′ · Гальдамес 67′ | отчёт |               |

| Олимпия | 0:0   | Реал Эспанья |
| ------- | ----- | ------------ |
|         | отчёт |              |

#### Ответные матчи
| Реал Сосьедад                                       | 3:1   | Депортес Савио       |
| --------------------------------------------------- | ----- | -------------------- |
| Гонсалес 21′ (пен.) 49′ (пен.) · Кларк 90+8′ (пен.) | отчёт | 61′ (авт.) Гутьеррес |

| Реал Эспанья | 1:1   | Олимпия   |
| ------------ | ----- | --------- |
| Гити 82′     | отчёт | 86′ Рохас |

### Финал
| Реал Сосьедад                                 | 2:0   | Реал Эспанья                      |
| --------------------------------------------- | ----- | --------------------------------- |
| Гонсалес 45+3′ (пен.) · Э. Мартинес 90+1′     | отчёт |                                   |
| Пенальти                                      |       |                                   |
| Кларк · Мельгарес · Р. Мартинес · Э. Мартинес | 1:3   | Родригес · Родас · Акоста · Мехия |

## Бомбардиры
| Место | Игрок               | Клуб           | Голы |
| ----- | ------------------- | -------------- | ---- |
| 1     | Рубилио Кастильо    | Вида           | 12   |
| 2     | Хулио Сесар де Леон | Платенсе       | 10   |
| 2     | Луис Лобо           | Паррильяс Уан  | 10   |
| 2     | Энтони Лосано       | Олимпия        | 10   |
| 5     | Клаудио Кардосо     | Реал Эспанья   | 9    |
| 6     | Брайан Рочес        | Реал Эспанья   | 8    |
| 6     | Роджер Рохас        | Олимпия        | 8    |
| 8     | Хавьер Эступиньян   | Платенсе       | 7    |
| 8     | Рони Мартинес       | Реал Сосьедад  | 7    |
| 8     | Луис Рамирес        | Депортес Савио | 7    |